# Fano (Miliz)
Fano (amharisch ፋኖ [fanːo]), auch FANO oder Fanno, ist eine Amhara-Miliz. Ein erklärtes Ziel der Fano-Führung im März 2020 war es, die Metekel-Zone der Region Benishangul-Gumuz, die nördlichen Bezirke Welkait und Raya in Tigray sowie den südlichen Bezirk Dera unter die Kontrolle der Amhara-Region zu stellen. Während des Tigray-Krieges unterstützte Fano die Streitkräfte des Bundes und der Amhara-Region gegen die Rebellen der Tigray People’s Liberation Front (TPLF).

## Geschichte
Fano geht auf den Widerstand gegen die italienische Besatzung Äthiopiens zurück. Fano und sein Oromo-Partner Qeerroo wurden in den 2010er Jahren bekannt, als sie sich gegen die Unterdrückung durch die von der TPLF dominierte Regierung wandten, die die äthiopische Politik von 1991 bis 2018 mit einem Einparteiensystem dominiert hatte. Das Bündnis zwischen Beamten der Amhara-Region und Qeerroo spielte eine entscheidende Rolle bei der Herbeiführung der politischen und administrativen Veränderungen, die mit der Amtszeit von Abiy Ahmed einhergingen, als die TPLF die Kontrolle über die politische Macht auf Bundesebene verlor und die Wohlstandspartei aufkam.

## Auffassung
Die Fano wird von verschiedenen Medien und Menschenrechtsgruppen entweder als Protestgruppe oder als Miliz wahrgenommen. Die Organisation für Weltfrieden beschrieb die Fano im Oktober 2020 als „Amhara-Jugendgarde“, die für Recht und Ordnung sorgt, was die Regierung nicht zu leisten vermag. Die Fano ist in der Amhara-Bevölkerung wegen ihrer Mobilisierung gegen die TPLF-Invasion in der Amhara-Region sowie wegen ihrer Bemühungen um die Durchsetzung von Amhara-Interessen und den Schutz der Amhara-Zivilbevölkerung in anderen Regionen beliebt. Amhara-Milizen werden von Oppositionsgruppen oft mit dem Begriff neftenya bezeichnet, der im Allgemeinen als abwertend angesehen wird.

## Struktur und Führung
Am 23. April 2020 war der Anführer der Fano laut der Nachrichtenagentur Borkena Mesafint Tesfa. Borkena bezeichnete die Fano als eine „lose organisierte Jugendorganisation“.

## Bewaffnete Konflikte nach 2018 und Vorwürfe von Massakern

### 2019

#### 10. – 11. Januar 2019
In den Tagen vor dem 10. Januar 2019 begannen örtliche Milizen und Verwaltungsbeamte, die von einer „Amhara-Jugendwehr“ unterstützt wurden, die Amnesty International nennt, mit dem Bau von Schützengräben und der Vorbereitung von Angriffen auf die Qemant-Bevölkerung in Metemma. Zwischen 15:00 Uhr am 10. Januar 2019 und 13:00 Uhr am 11. Januar wurden bei dem Massaker in Metemma 58 Menschen aus Qemant mit Gewehren, Granaten, Steinen und durch das Niederbrennen von Häusern getötet. Nach Angaben von Amnesty trug eine Einheit der Spezialeinheit der Amhara-Polizei die Insignien. Die äthiopischen Nationalen Verteidigungskräfte (ENDF) in Metemma weigerten sich zunächst, einzugreifen, da sie keinen Befehl dazu hatten. Das Massaker endete, als die ENDF am Nachmittag des 11. Januar eingriff.
Am 29. September 2019 tötete und verbrannte Qeerroo vier Mitglieder einer Familie in Azezo aus Rache für die Ermordung eines Amhara-Jugendlichen. Ein Zyklus von Racheanschlägen setzte sich über mehrere Tage fort. Qeerroo ging „von Haus zu Haus und griff die Bewohner von Qemant an“.

### 2020

#### März 2020
Am 19. März 2020 kam es in Gondar und Dabat in der Amhara-Region zu Kämpfen zwischen Jugendlichen und regionalen Sicherheitskräften, die von Sicherheitskräften des Bundes unterstützt wurden, bei denen auch Schüsse fielen. Bei den Jugendlichen handelte es sich nach Angaben von Andafta Media um Fano. Die Behörden der Wohlstandspartei in Amhara erklärten, die Jugendlichen hätten keinen Bezug zu den Fano, sondern verfolgten im Namen der Fano ihre eigenen Interessen.
Am 28. März 2020 erklärte der damalige Fano-Vorsitzende Solomon Atanaw, die Angriffe seien von den regionalen und föderalen Sicherheitskräften ausgegangen, die auch schwere Artillerie eingesetzt hätten. Atanaw sagte, dass Todesdrohungen gegen Fano-Mitglieder telefonisch an Fano-Überlebende der Zusammenstöße gerichtet worden seien. Beamte der Stadt Gondar erklärten, die Fano hätten Menschen getötet und entführt, Eigentum beschlagnahmt, Gefangene befreit und Waffen aus Polizeistationen gestohlen, und forderten die Gruppe auf, sich unverzüglich zu entwaffnen und zu ergeben. Atanaw erklärte, die Fano würden erst dann ihre Waffen abgeben, wenn die Forderungen nach der Rückgabe von Land erfüllt seien. Atanaw sagte, die Fano hätten zum Frieden beigetragen, indem sie einen regierungsfeindlichen Angriff von Qemant-Extremisten verhindert hätten.

#### April 2020
Am 23. April 2020 berichteten lokale staatliche Medien, dass der Fano-Führer Mesafint Tesfu eine Einigung mit den Regierungsbehörden erzielt habe, nachdem die Regierung befürchtete, dass sich die Residenz auf die Gebiete der Amhara-Region ausweiten könnte.

#### November 2020
Fano unterstützte die ENDF und die regionalen Amhara-Kräfte im Tigray-Krieg, der am 4. November 2020 begann, als mit der TPLF verbündete Kräfte das Hauptquartier des ENDF-Nordkommandos angriffen, was TPLF-Sprecher Getachew Reda als „Präventivschlag“ bezeichnete.
Die TPLF war in das Massaker von Mai Kadra durch tigraische Flüchtlinge verwickelt. Nach Untersuchungen von Amnesty International, der Äthiopischen Menschenrechtskommission (EHRC) und dem Äthiopischen Menschenrechtsrat (EHRCO) sind die Einwohner von Mai Kadra anderer Meinung und schreiben das Massaker stattdessen tigraischen Jugendlichen zu, die hauptsächlich aus dem Samri Kebele in Mai Kadra stammen und von tigraischen Spezialeinheiten und Milizen unterstützt werden. Laut der EHRC-OHCHR-Untersuchung in Tigray töteten diese tigrayischen Gruppen am 9. und 10. November 2020 Hunderte von Amhara-Zivilisten in Mai Kadra, und in den darauffolgenden Tagen wurden mindestens fünf Tigrayaner in dieser Stadt von Fano-Mitgliedern als Vergeltung getötet.
Während des Tigray-Krieges im November 2020 gab ein 54-jähriger Flüchtling, Gush Tela aus Humera, in einem Interview mit The Guardian an, dass er von Sicherheitskräften der Bundesregierung geschlagen wurde, „bis er blutüberströmt war und nicht mehr gehen konnte“, und dass sie ihn dann einer Fano-Gruppe übergaben, die ihn schließlich gehen ließ. Tela erklärte, die Fano hätten den Befehl erhalten, Humera zu vernichten und die Tigrayer zu „erledigen“. Tela sagte, er habe gesehen, wie ein Mann „mit Macheten enthauptet“ wurde, während er „mit einem Messer an seinem Hals herumhantierte“. Andere Flüchtlinge wiesen Wunden auf, die sie auf Messer- und Machetenangriffe der Fano zurückführten.

### 2022

#### Mai 2022
Am 19. Mai 2022 kam es in der Stadt Mota zu Kämpfen zwischen regionalen und föderalen Regierungstruppen und den Fano, als die Regierungstruppen versuchten, Fano-Mitglieder zu entwaffnen und zu verhaften. Als sich später am selben Tag Einheimische versammelten, um gegen die Verhaftungen zu protestieren, schossen föderale und regionale Streitkräfte in die Menge und töteten eine nicht näher bezeichnete Anzahl von Personen. Am 23. Mai 2022 berichteten lokale staatliche Medien, dass in der Amhara-Region mehr als 4500 Personen verhaftet wurden. Die Behörden der Amhara-Region, die mit der Wohlstandspartei verbündet sind, erklärten, sie hätten es nicht auf Fano abgesehen, sondern auf Personen, die im Namen von Fano illegale Handlungen begangen hätten. In einer von der Äthiopischen Menschenrechtskommission (EHRC) als Reaktion auf die Razzien veröffentlichten Erklärung forderte der Direktor der EHRC, Daniel Bekele, die Sicherheitskräfte auf Bundes- und Regionalebene auf, „davon abzusehen, Verdächtige zu verhaften, bevor strafrechtliche Ermittlungen durchgeführt werden, Journalisten wegen ihrer Arbeit zu verhaften und Menschen ohne Gerichtsbeschluss festzuhalten“.

### 2023: Kampf mit ENDF
Am 1. August 2023 kam es im Rahmen des Amhara-Krieges zu Kämpfen zwischen Fano und ENDF, wobei es am ersten Tag zu Kämpfen in Debre Tabor und Kobo kam. Am 2. August nahm die Fano Lalibela ein. Im staatlichen Fernsehen EBC warnte der Sprecher der ENDF, Oberst Getnet, dass das Militär Maßnahmen ergreifen würde, wenn Fano weiterhin „den Frieden im Lande stören“ würde. Als Reaktion auf die Eskalation der Sicherheitsprobleme in der Amhara-Region verhängte die Regierung am 4. August den Ausnahmezustand, verbot öffentliche Versammlungen und verhängte Verhaftungen ohne Haftbefehl sowie eine Ausgangssperre.